# هوغو ريجو
هوغو ريجو (بالبرتغالية: Hugo Rego) هو لاعب كرة قدم برتغالي في مركز الهجوم، ولد في 10 نوفمبر 1993 في بنتة دلغادة في البرتغال. لعب مع نادي سانتا كلارا.

## وصلات خارجية
- هوغو ريجو على موقع قاعدة بيانات كرة القدم.إي يو (الإنجليزية)
- هوغو ريجو على موقع Soccerway.com (الإنجليزية)